# Artiom Deleanu
Artiom Deleanu (1999) è un lottatore moldavo, specializzato nella lotta greco-romana.

## Biografia
Ai campionati europei di Bucarest 2024 ha vinto la medaglia d'oro, superando in finale l'azero Rashad Mammadov.

## Palmarès
| Anno | Manifestazione   | Sede       | Evento | Risultato | Note |
| ---- | ---------------- | ---------- | ------ | --------- | ---- |
| 2015 | Mondiali cadetti | Sarajevo   | 42 kg  | 9º        |      |
| 2016 | Europei cadetti  | Stoccolma  | 42 kg  | 9º        |      |
| 2017 | Europei junior   | Dortmund   | 50 kg  | 10º       |      |
| 2018 | Europei junior   | Roma       | 55 kg  | 14º       |      |
| 2019 | Europei U23      | Novi Sad   | 55 kg  | Bronzo    |      |
| 2019 | Europei junior   | Pontevedra | 55 kg  | Bronzo    |      |
| 2019 | Mondiali junior  | Tallinn    | 55 kg  | 7º        |      |
| 2019 | Mondiali U23     | Budapest   | 55 kg  | 17º       |      |
| 2020 | Europei          | Roma       | 55 kg  | 7º        |      |
| 2021 | Europei U23      | Skopje     | 55 kg  | 7º        |      |
| 2021 | Mondiali U23     | Belgrado   | 55 kg  | 12º       |      |
| 2022 | Europei U23      | Plovdiv    | 55 kg  | Bronzo    |      |
| 2022 | Europei          | Budapest   | 55 kg  | 5º        |      |
| 2022 | Mondiali         | Belgrado   | 55 kg  | 11º       |      |
| 2022 | Mondiali U23     | Pontevedra | 55 kg  | 9º        |      |
| 2023 | Europei          | Zagabria   | 55 kg  | 8º        |      |
| 2023 | Mondiali         | Belgrado   | 55 kg  | 5º        |      |
| 2024 | Europei          | Bucarest   | 55 kg  | Oro       |      |

## Altre competizioni internazionali
2020
- 5º nei 55 kg nella Coppa del mondo individuale ( Belgrado)